# Staceyann Chin
Staceyann Chin (25 de diciembre de 1972) es una poetisa, artista de performance y activista avocada a los derechos LGBT. Su trabajo ha sido publicado en el New York Times, Washington Post y Pittsburgh Daily. Su trabajo también ha sido exhibido en el programa de televisión 60 Minutes de la CBS. Fue una artista invitada en The Oprah Winfrey Show, programa televisivo en el cual compartió sus experiencias al crecer como una mujer homosexual en Jamaica.

## Vida personal
Chin nació en Jamaica y reside en Brooklyn, ciudad de Nueva York, Estados Unidos. Posee ascendencia sino-jamaiquina y afro-jamaiquina. En 2011 anunció su embarazo, dando a luz a su primera hija en enero de 2012. Compartió sus experiencias con sinceridad al respecto de su embrazo por medio de fecundación in vitro y su vida como una mujer embarazada, soltera y lesbiana en un blog para el Huffington Post.

## Carrera
Chin ha sido una poetisa y activista política abiertamente lesbiana desde 1998. Actuó y escribió Def Poetry Jam, nominado a un Premios Tony, junto a Russell Simmons en el teatro Broadway. Mientras tanto, Chin se presentó en Off-Broadway con un acto solista en Nuyorican Poets Cafe. Fue anfitriona de talleres de poesía en todo el mundo. Chin reconoce su éxito y lo acredita al arduo trabajo de su abuela y el dolor causado por la ausencia de su madre.
La poesía de Chin puede ser hallada en su primer chapbook titulado Wildcat Woman, en Stories Surrounding My Coming y numerosas antologías incluyendo Skyscrapers, Taxis and Tampons, Poetry Slam, Role Call, Cultural Studies: Critical Methodologies. Su voz puede oírse en compilaciones de Bar 13- Union Square y Pow Wow productions. En 2009 Chin publicó su novela autobiográfica The Other Side of Paradise - A Memoir. (New York: Scriber. ISBN 0-7432-9290-1).
Es la anfitriona en el show de Internet After Ellen de Logo (canal de televisión), llamado "She Said What?" y es coanfitriona de My Two Cents de Centric.
En el 2009 Chin actuó en The People Speak, un documental que utiliza interpretaciones de cartas, diarios, y discursos cotidianos de los norteamericanos que resultan tanto musicales como dramáticas, basado en A People's History of the United States del historiador Howard Zinn.

## Trabajos

### Libros
- Chin, Staceyann (abril de 2009). The Other Side of Paradise - A Memoir. Nueva York: Scriber. ISBN 0-7432-9290-1.

### Antologías
- "Authenticity", en Black Cool: One Thousand Streams of Blackness. Editado por Rebecca Walker (Soft Skull Press, 1 de febrero de 2012)[4]

### Actuaciones
- Staceyann Chin: Performed Poems en Trikster - Nordic Queer Journal #3, 2009.

### Entrevistas
- Staceyann Chin & Ulrika Dahl: Articulating Honesty: A Conversation on Literature and Activism en Trikster - Nordic Queer Journal #3, 2009